# Reika Kirishima
Reika Kirishima (Prefettura di Niigata, 5 agosto 1972) è un'attrice giapponese.

## Biografia
Nel 2009 recita in Futatsu no Spica, serie televisiva tratta dall'omonimo manga in collaborazione con l'agenzia aeropspaziale giapponese. Nel 2021 interpreta Oto in Drive My Car, film vincitore agli Oscar nella categoria Miglior film internazionale.
.

## Filmografia

### Cinema
- Versus (Vāsasu), regia di Ryuhei Kitamura (2000)
- Alive (Araivu), regia di Ryuhei Kitamura (2002)
- Seventh Anniversary, regia di Isao Yukisada (2003)
- Kagen no Tsuki (Kagen no Tsuki ~Rasuto Kwōtā), regia di Ken Nikai (2004)
- Gojira - Final Wars (Gojira - Fainaru Wōzu), regia di Ryuhei Kitamura (2004)
- @babymail (@beibîmêru), regia di Yoshihiro Nakamura (2005)
- Unmei janai hito, regia di Kenji Uchida (2005)
- Inugoe: Happy Dog Paws (Inugoe: Shiawase no nikukyu), regia di Takeshi Yokoi (2006)
- Private Dreams (2007)
- The Scary Folklore (The scary folklore: Omote no sho), regia di Osamu Fukutani (2007)
- Chichan wa sokyu no muko, regia di Atsushi Kaneshige (2008)
- Heaven's Door, regia di Michael Arias (2009)
- Permanent Nobara, regia di Daihachi Yoshida (2010)
- The Chasing World 2 (Riaru onigokko 2), regia di Issei Shibata (2010)
- Memoirs of a Teenage Amnesiac (Dare ka ga Watashi ni Kisu o Shita), regia di Hans Canosa (2010)
- Norwegian Wood (Noruwei no mori), regia di Trần Anh Hùng (2010)
- Vanished: Age 7 (Nanatsu made wa kami no uchi), regia di Ryûta Miyake (2011)
- Bread of Happiness (Shiawase no Pan), regia di Yukiko Mishima (2012)
- Drive My Car (Dare ka ga Watashi ni Kisu o Shita), regia di Ryūsuke Hamaguchi (2021)

### Televisione
- Room Of King – serie TV (2008)
- 33 Minute Detective (33 pun tantei) – serie TV (2008)
- Tokyo Ghost Trip (Tôkyô gôsuto torippu) – serie TV, episodio 1x10 (2008)
- The Quiz Show – serie TV, 12 episodi (2008)
- Futatsu no Spica – serie TV (2009)
- Midnight Diner (Shinya shokudô) – serie TV, episodio 1x06 (2009)
- Paranoid Sisters – serie TV (2009)
- Kiina (Kiina: Fuka no Hanzai Sosakan) – serie TV (2009)
- Pandora II: Kiga rettou – serie TV, 3 episodi (2010)
- Azamijô no lullaby – serie TV, episodio 1x08 (2010)
- AIBOU: Tokyo Detective Duo (Aibō, Partners) – serie TV, 2 episodi (2010-2011)
- Perfect Report (Pâfekuto ripôto) – serie TV, 4 episodi (2010)
- Control – Hanzai Shinri Sousa – serie TV, episodio 1x03 (2011)
- Zettai Reido: Tokushu Hanzai Sennyu Sousa – serie TV, episodio 1x06 (2011)
- Jiu: Special Investigation Team – serie TV (2011)
- Last Money: Ai no Nedan – serie TV, episodio 1x03 (2011)
- Today Is The Best Day (Honjitsu wa taian nari) – serie TV, episodio 1x01 (2012)
- Suitei Yuza – serie TV (2012)
- Strawberry Night (Sutoroberî naito) – serie TV, 2 episodi (2012)
- Breathless Summer (Iki mo dekinai natsu) – serie TV, 11 episodi (2012)
- Apoyan: Hashiru Kokusai Kuukou – serie TV, episodio 1x07 (2013)
- Shiawase ni naru mittsu no kaimono – film TV (2013)
- Public Affairs Office in the Sky (Sora Tobu Kôhôshitsu) – serie TV, 2 episodi (2013)
- Taberu Dake – serie TV (2013)
- Emergency Room 24 Hour – serie TV (2013)
- Hanako to An (Hanako and Anne) – serie TV, 3 episodi (2014)
- Thorns of Alice (Arisu no toge) – serie TV, 9 episodi (2014)
- ST Aka to Shirō no Sōsa File – serie TV, episodio 1x04 (2014)
- Zero no shinjitsu: Kansatsui Matsumoto Mao – serie TV, 2 episodi (2014)
- Suteki na Sen Taxi – serie TV, episodio 1x02 (2014)
- Legal High (Rigaru Hai) – film TV (2014)
- Panic In – serie TV (2015)
- Yo ni mo Kimyô na Monogatari Spring 2015 – film TV (2015)
- Iyashiya Kiriko no yakusoku – serie TV, 2 episodi (2015)
- Cop Seven (Keiji Shichinin) – serie TV, episodio 1x07 (2015)
- Shingari: Yamaichi Shôken Saigo no Seisen – serie TV, 5 episodi (2015)
- Transit Girls (Toranjitto Gāruzu) – serie TV, 8 episodi (2015)
- Hajimari no hi – serie TV (2016)
- Doctor Car – serie TV, episodio 1x02 (2016)
- Aogeba Tôtoshi – serie TV, 3 episodi (2016)
- Kyaria – serie TV, episodio 1x02 (2016)
- The Courage to be Disliked' (Kirawareru yûki) – serie TV, episodio 1x03 (2017)
- Ultraman Orb: The Origin Saga' (Urutoraman Ôbu Za Orijin Sâga) – serie TV, 3 episodi (2017)
- Cruel Audiences (Zankokuna Kankyakutachi) – serie TV, 10 episodi (2017)
- Caution, Hazardous Wife (Okusama wa toriatsukai chûi) – serie TV, episodio 1x07 (2017)
- Papa katsu – serie TV, 8 episodi (2017)
- Business Card Game (Meishi Gemu) – serie TV, 4 episodi (2017)
- Final Cut – serie TV, episodio 1x09 (2018)
- Switched – serie TV, 4 episodi (2018)
- Giver: Revenge's Giver (Sora Tobu Kôhôshitsu) – serie TV, episodio 1x06 (2018)
- Dele – serie TV, episodio 1x06 (2018)
- The Good Wife: Nichiyô gekijô Guddo waifu – serie TV, episodio 1x04 (2019)
- White Uniform – serie TV, episodio 1x04 (2019)
- Kinkyû Torishirabeshitsu – serie TV, episodio 3x08 (2019)
- Nagi's Long Vacation – serie TV, episodio 1x05 (2019)
- Miss Sherlock – serie TV, episodio 1x06 (2019)
- Zetsumeshi Road – serie TV, episodio 1x10 (2020)
- Yoru ga dorehodo kurakutomo – serie TV, 4 episodi (2020)
- Iryû sôsa – serie TV, episodio 6x05 (2021)
- Oh! My Boss! Koi wa Bessatsu de – serie TV, episodio 1x10 (2021)
- Samayou yaiba – serie TV, 5 episodi (2021)
- Kanojo no ura-sekai – serie TV, 7 episodi (2021)
- Aibô – serie TV, 2 episodi (2021-2022)
- I casi del giovane Kindaichi – serie TV, 2 episodi (2022)
- Sanzen-en no tsukaikata – serie TV, 2 episodi (2023)
- Dr. Chocolate – serie TV, 2 episodi (2023)

## Doppiaggio
- Last Hope (Jūshinki Pandōra) – serie TV (2013)

## Doppiatrici italiane
Nelle versioni in italiano dei suoi film, Reika Kirishima è stata doppiata da:
- Roberta Maraini in Drive My Car